# Alianora
Alianora. Spel van het huwelijk van Reynalt van Nassaw, hertog van Gelre, en Alianora van Engeland is een verdicht toneelspel van P.C. Boutens uit 1910.

## Geschiedenis
Op 22 en 24 juni 1910 werd het 67e lustrum van het Leidsch studentencorps gevierd. Dit werd door leden van het corps opgeluisterd met een openluchtvoorstelling van Alianora waarvoor de dichter Boutens (1870-1943) de verzen schreef. De regie was in handen van Hendricus Jansen en muziek werd verzorgd door F.E.A. Koeberg. In de eerste druk zijn ook teksten (inleiding bijvoorbeeld) opgenomen die niet van de hand van Boutens zijn.
Het onderwerp is het huwelijk van Reinoud II van Gelre met Eleonora van Engeland (1318-1355).
In 1924 verscheen een tweede druk. Hierin waren alle teksten van Boutens.

### Uitgaven

#### Eerste druk (1910)
De eerste druk verscheen in juni 1910 bij de Leidse uitgeverij S.C. van Doesburgh, een uitgeverij opgericht door een lid van de familie Van Doesburgh. Van deze uitgave verschenen drie of vier luxe exemplaren; die laatste werden in leer gebonden en dragen de titel in goud op het voorplat en het wapen van Oranje-Nassau in goud op het leren achterplat. Deze luxe uitgave is gedrukt op Japans papier en de sneden zijn verguld. Hierbij is de Franse titelpagina gedrukt in blauw.
De gewone exemplaren waren gevat in een crèmekleurig omslag.

#### Tweede druk (1924)
In november 1924 werd een tweede druk uitgebracht door C.A.J. van Dishoeck te Bussum. Hierin waren alle teksten, inclusief de inleiding, van Boutens. Ook van deze uitgave bestond een luxe editie, van acht exemplaren. Deze laatste werden ook op japans gedrukt. Er bestaan exemplaren van deze luxe editie exemplaren zowel in ingenaaide als in leer gebonden uitvoering: Johan Polak bezat een exemplaar dat was gebonden door de vermaarde boekbinder Louis Malcorps (met opdracht van Boutens aan C. van Duyvenbode). Op 10 september 2013 werd een ingenaaid exemplaar op japans geveild terwijl ook in Middelburg een ingenaaid exemplaar aanwezig is. Dit laatste exemplaar, nummer 8, is gesigneerd in het colofon door de uitgever Van Dishoeck hetgeen ook het geval is voor het exemplaar uit de Polakcollectie (nummer 2).
De gewone exemplaren werden gedrukt op geschept papier van Pannekoek.

#### Latere drukken
In november 1924 verscheen nog een derde druk in een oplage van 2000 ingenaaide exemplaren, eveneens bij Van Dishoeck in Bussum, gedrukt op gevergeerd papier en door Boutens en de uitgever aangeduid als "tekstboekje". Het werd opgenomen in het derde deel van Boutens' Verzamelde werken (Haarlem/'s-Gravenhage, [augustus] 1951) en werd ook opgenomen in bloemlezingen.